# Johnny Mølby
Johnny Mølby (født 4. februar 1969 i Kolding) er en tidligere dansk landsholdsspiller i fodbold og er nu fodboldtræner. Han er fætter til en anden tidligere landsholdsspiller, Jan Mølby.

## Karriere som spiller

### Vejle B
Johnny Mølby indledte sin professionelle karriere i Vejle Boldklub. I tiden som VB'er blev Mølby regnet blandt Danmarks største fodboldtalenter, hvilket bl.a. gav ham prisen som årets talent i 1987. Samtidig optrådte Johnny Mølby 28 gange på diverse ungdomslandshold og 12 gange på Danmarks A-landshold.

### FC Nantes
I 1992 blev Johnny Mølby solgt til den franske storklub FC Nantes, hvor han kun spillede en enkelt sæson.

### Borussia Mönchengladbach
Efter en enkelt sæson i franske FC Nantes skiftede Mølby til tyske Borussia Mönchengladbach. Samme år var han med det danske landshold til EM i Sverige, hvor holdet sensationelt endte med at blive europamestre.

### KV Mechelen
I 1994 skiftede Johnny Mølby til den belgiske klub KV Mechelen, hvor han spillede 44 kampe.

### AaB
I 1996 skiftede han til til AaB. Han lagde godt ud mod sin gamle klub fra Vejle, men det kneb for Mølby at holde niveauet, og til sidst sad han udenfor i lange perioder.

### AGF
Som konsekvens af den manglende spilletid i AaB forlod han klubben og skiftede til AGF, hvor den tidligere landsholdsspiller afsluttede karrieren på topniveau.

## Trænerkarriere
Efter tiden i AGF tog Johnny Mølby DBU's elitetræneruddannelse og blev spillende træner i barndomsklubben Kolding IF i 2000 og senere cheftræner. I sommeren 2008 skiftede Mølby til AGF, hvor han var assistenttræner et års tid, inden han den 6. juli 2009 blev præsenteret som ny cheftræner i AC Horsens. Han tog over efter fyrede Henrik Jensen, der ikke kunne redde holdet fra nedrykning fra Superligaen. Johnny Mølby rykkede op igen med AC Horsens i første sæson, han stod i spidsen for dem.

Efter længere tids spekulation og et dramatisk forløb med den tidligere træner, Auri Skarbalius, offentliggjorde Viborg FF, at klubben havde skrevet kontrakt med Johnny Mølby som ny cheftræner 9. juni 2015. I den forbindelse udtalte han følgende: 
"Viborg er en klub og en by, der brænder for at komme tilbage til toppen af dansk fodbold. Morten Jensen og Ole Nielsen har fremlagt en god plan for fremtiden, som passer mig rigtig godt. De er bevidste om klubbens situation, og hvad der skal til for at tage det næste skridt, og den udfordring tænder mig rigtig meget."
I sin første sæson i klubben sluttede holdet på en ottendeplads i Superligaen.
Den 2. august 2017 blev Mølby fyret i Viborg FF efter først at have rykket ud af Superligaen og efterfølgende tabt den første turneringskamp i 1. division (fodbold) mod Thisted FC, som sæsonen inden var oprykker fra 2. division.
I januar 2021 vendte Mølby tilbage til AGF som assistenttræner, efter at Lars Friis var skiftet til Viborg.